# Macaca pagensis
Macaca pagensis (Макака пагайський) — вид приматів з роду Макака (Macaca) родини Мавпові (Cercopithecidae).

## Опис
Хутро темно-коричневе на спині, і від блідо-каштанового до блідо-вохрового з боків шиї, передньої частини плечей і низу. Ноги коричневі й руки червонувато-коричневі. Хвіст слабо запушений, щоки мають відносно короткі вуса. Лице без волосся, відкриваючи чорну шкіру, що обрамляє карі очі. Довжина голови й тіла самців: 45–55 см, самиць: 40–45 см, довжина хвоста самців: 13–16 см, самиць: 10–13 см, вага самців: 6–9 кг, самиць: 4.5–6 кг.

## Поширення
Цей вид зустрічається виключно на південних островах Ментавай біля західного узбережжя острова Суматра, Індонезія (Пагай Селатан, Пагай Утара і Сіпора) на первинних і порушених територіях, надаючи перевагу прибережним болотним лісам. 

## Поведінка
Плодоїдний. Групи зазвичай складаються з 5–25 особин. Після вагітності від п'яти до шести місяців, одна дитина народжується вночі, відразу чіпляючись за живіт матері. Мати облизує немовля, роблячи його чистою до ранку. Вона збереже тісні зв'язки зі своїми дочками в зрілому віці, а з синами, поки вони не досягають статевої зрілості і вийдуть з групи.

## Загрози та охорона
Цей вид знаходиться під загрозою, головним чином, через полюванням і комерційні лісозаготівлі, а також перетворення середовища в олійні пальмові плантації й видобуток продукції місцевим населенням. Вид не зустрічається в будь-якій з охоронних територій.